# Автошлях B5 (Німеччина)
Федеральний автошлях 5 (B5, нім. Bundesstraße 5)  — федеральна дорога у Німеччині. Вона простягається (з перервами) від кордону між Данією та Німеччиною до кордону Одер-Нейсе в Польщі, таким чином відкриваючи території в північній і східній Німеччині.